# 道の駅San Pin 中津
道の駅San Pin 中津（みちのえき サン ピン なかつ）は、和歌山県日高郡日高川町船津にある和歌山県道26号御坊美山線の道の駅である。
名称は、合併前の所在地が中津村であったこと、条例上の名称が、「中津ふるさと産品展示販売所」であることによる。

## 施設
- 駐車場
  - 普通車：35台
  - 大型車：2台
- トイレ
  - 男：大・小7
  - 女：2
  - 身障者用：1
- 公衆電話
- 休憩コーナー
- 情報コーナー
- 観光案内
- 展示販売所
- レストラン (9:30 - 17:00)

### 管理団体
- 株式会社フラットフィールドオペレーションズ

## 休館日
- 12/31
- 元旦

## アクセス
- 和歌山県道26号御坊美山線 - 登録路線
  - 和歌山県道193号船津和佐線

## 周辺
- 日高川
- 日高川町中津支所
- 和歌山県立日高高等学校中津分校